# Pfarrkirche Plaue

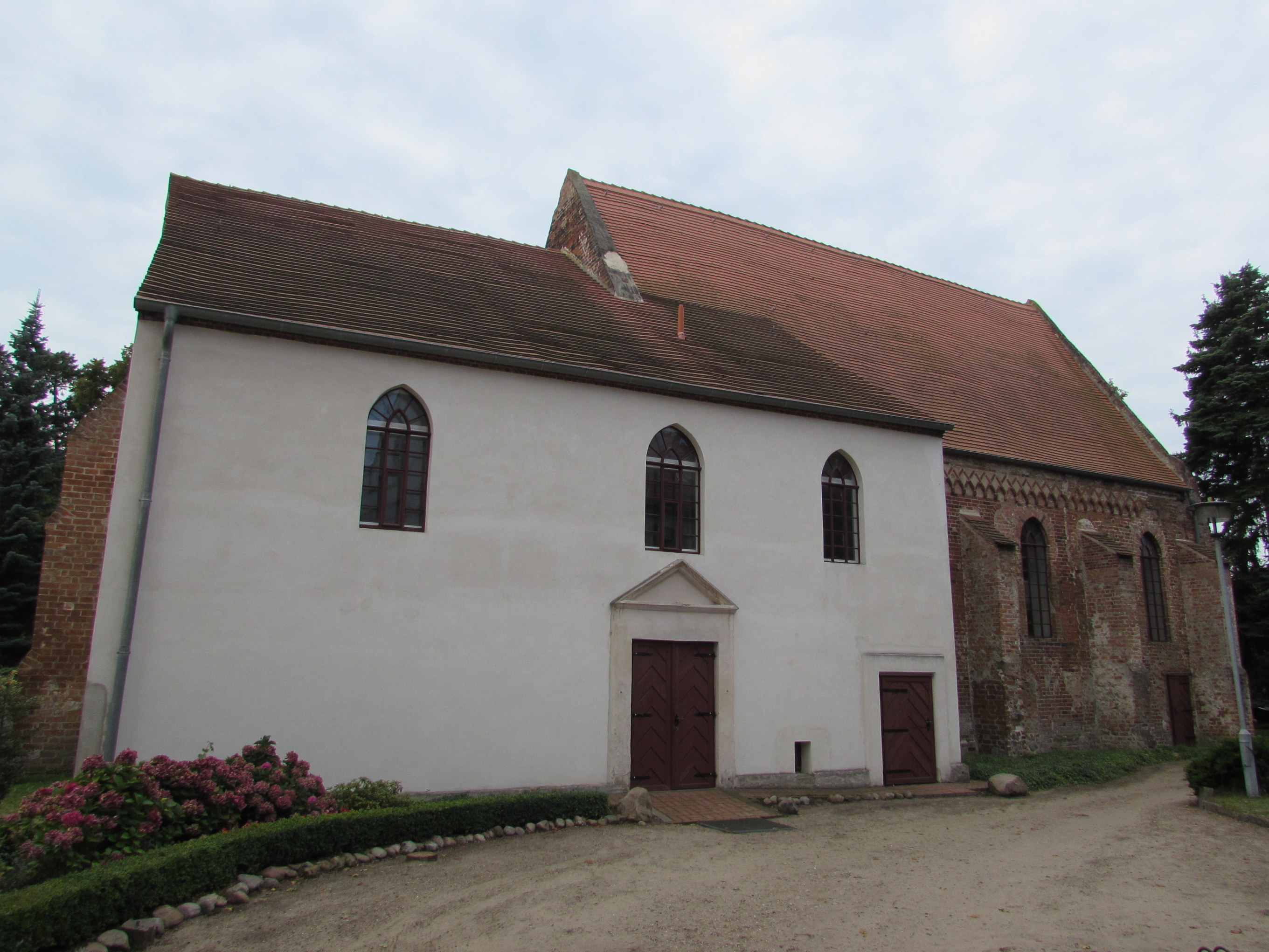
Nordanbau und Schiff

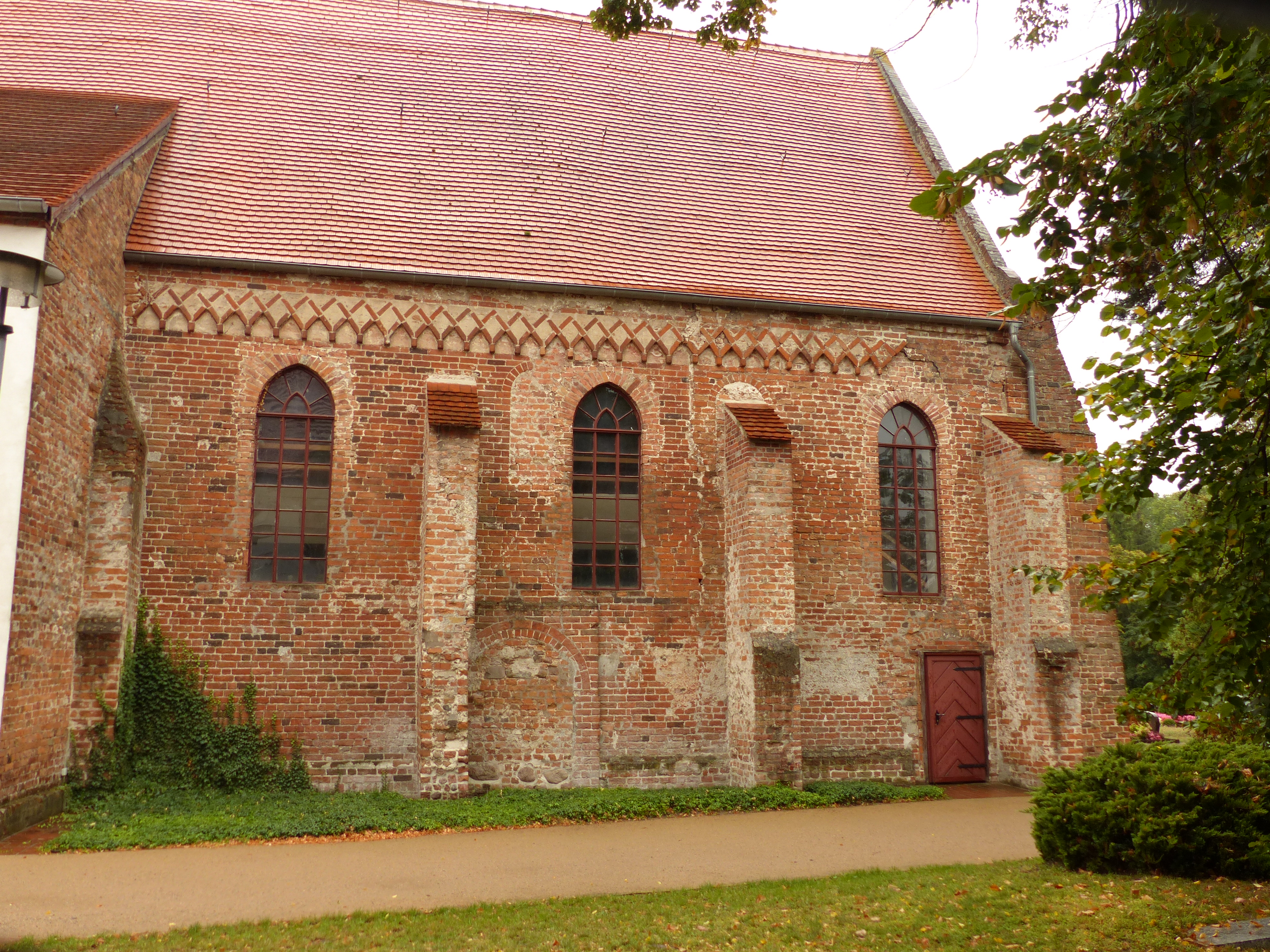
Kirchenschiff von Norden mit vermauertem Portal und vermauerten Rundbogenfenstern

Die evangelische Pfarrkirche Plaue im zur Stadt Brandenburg an der Havel gehörenden Plaue ist eine zweischiffige Hallenkirche im Stil der Gotik. Sie befindet sich unweit des Schlossparkes auf einer zentralen Anhöhe.

## Geschichte des Bauwerks

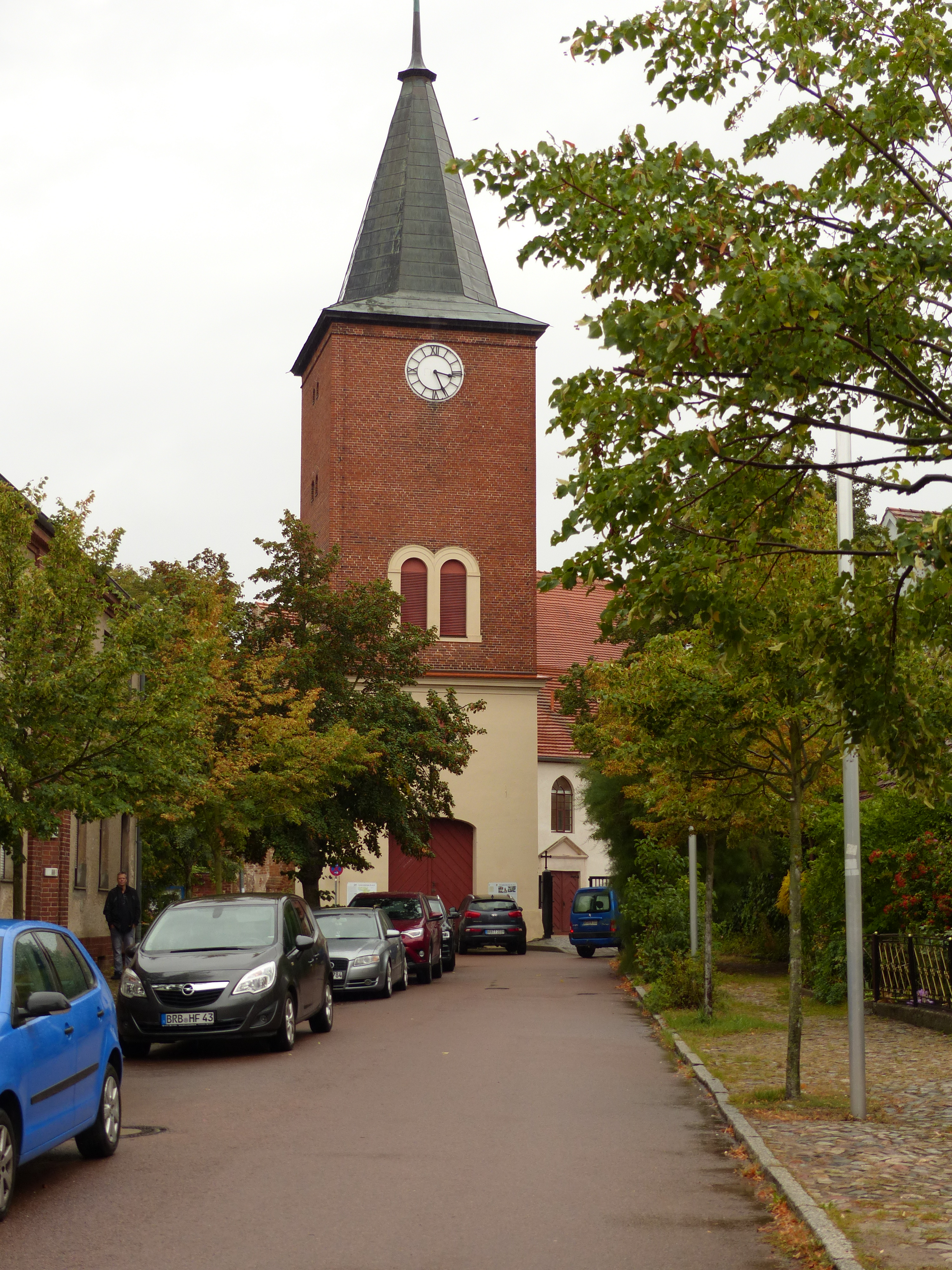
Der freistehende Kirchturm

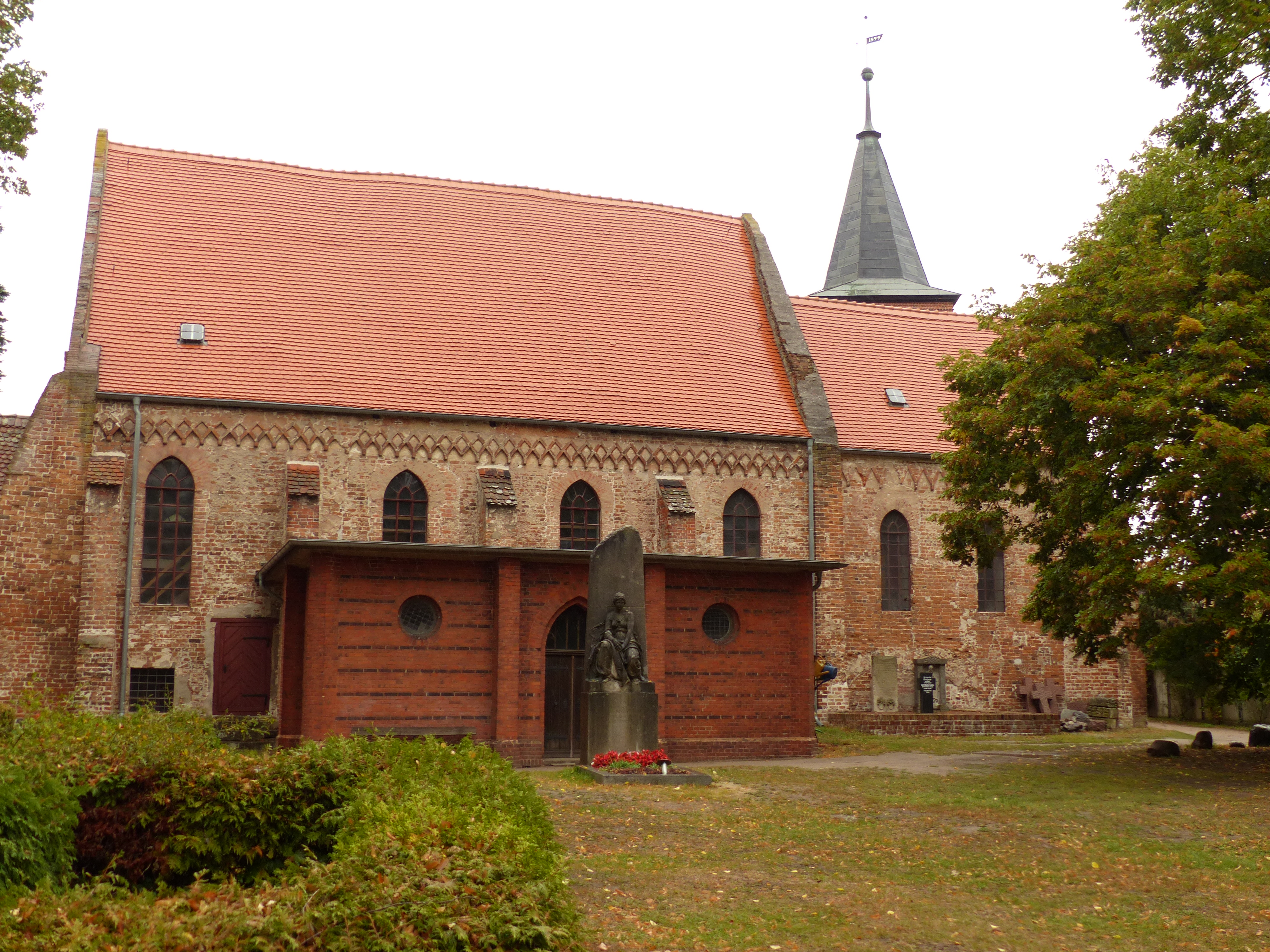
Kirchenschiff und Chor von Süden, davor Familiengruft und Denkmal der Gräfin Koenigsmarck

Die Kirche in Plaue wurde 1217 erstmals urkundlich genannt. Ursprünglich handelte es sich um einen romanischen Saal mit flacher Decke. Der eingezogene Rechteckchor wird jedoch auf die Mitte des 13. Jahrhunderts eingeschätzt und der Frühgotik zugerechnet. Aus diesen frühen Bauphasen sind noch die – an Schiff und Chor unterschiedlichen – Schmuckfriese unter den Dachtraufen erhalten. Unter dem Patronat von Saldern erfolgte 1571 ein Umbau zu einer gotischen zweischiffigen, vierjochigen gewölbten Halle. Die Kreuzrippengewölbe liegen auf Pfeilern und werden außen durch Strebepfeiler gestützt. Bei dem Umbau wurden einige alte Rundbogenfenster vermauert. Die damals teils neugeschaffenen, teils veränderten Fenster wurden 1715 in barockem und 1862 in neugotischem Stil umgestaltet. 1715 erhielt der Chor an der Nordseite einen Anbau mit einer Gruft und darüber einer Patronatsloge. Der freistehende Glockenturm wurde 1844 errichtet. Die südlich angebaute Gruft der 1817 in den Grafenstand nobilitierten Familie von Königsmarck entstand 1911.

## Innenraum

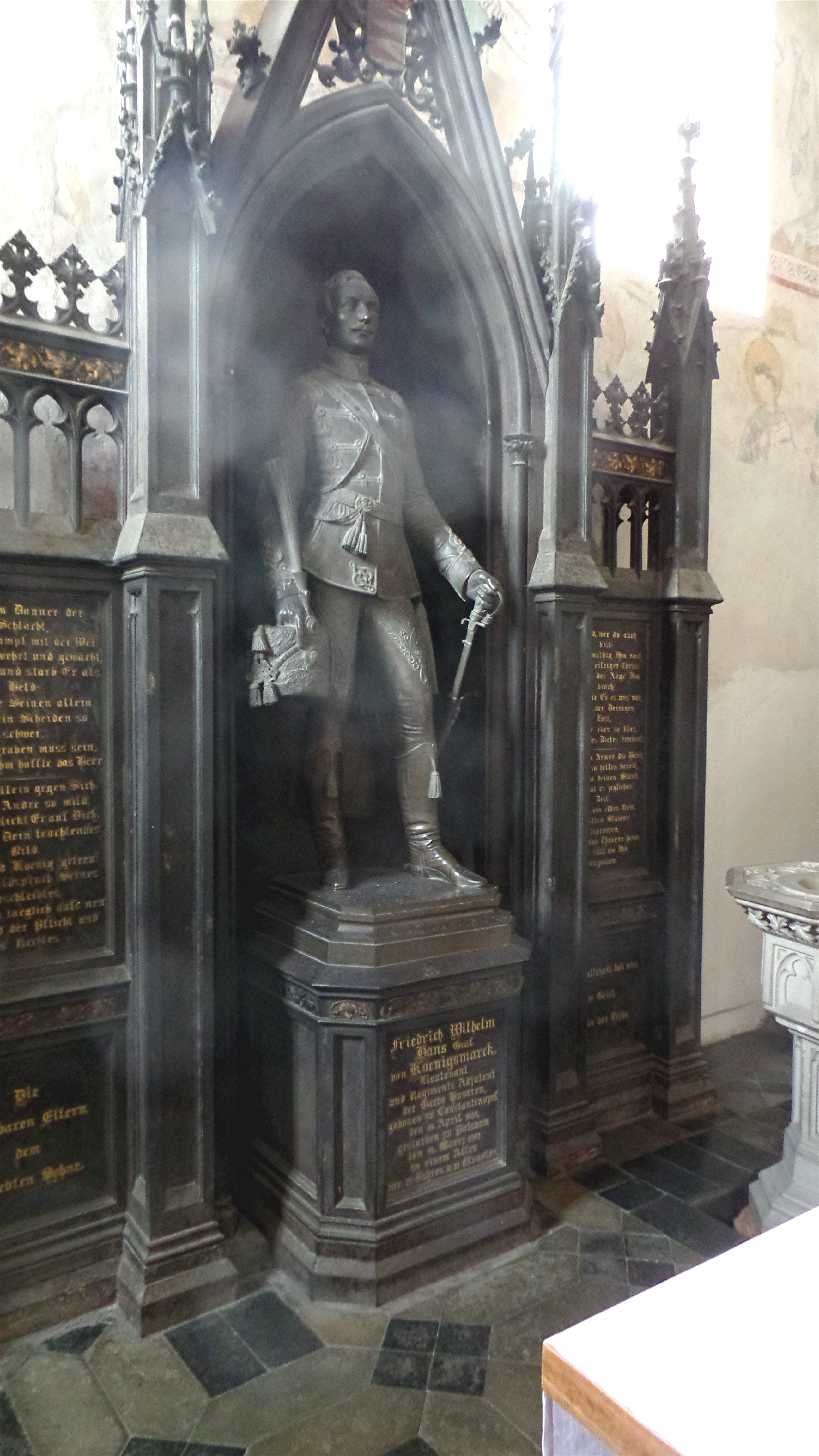
Bronzestatue des Friedrich Wilhelm Hans Graf von Königsmarck. (Lieutnant und Regiments Adjutant der Garde-Husaren. Geboren zu Constantinopel den 19. April 1839, gestorben Potsdam den 31. März 1861), ältester Sohn des Grafen Hans von Königsmarck

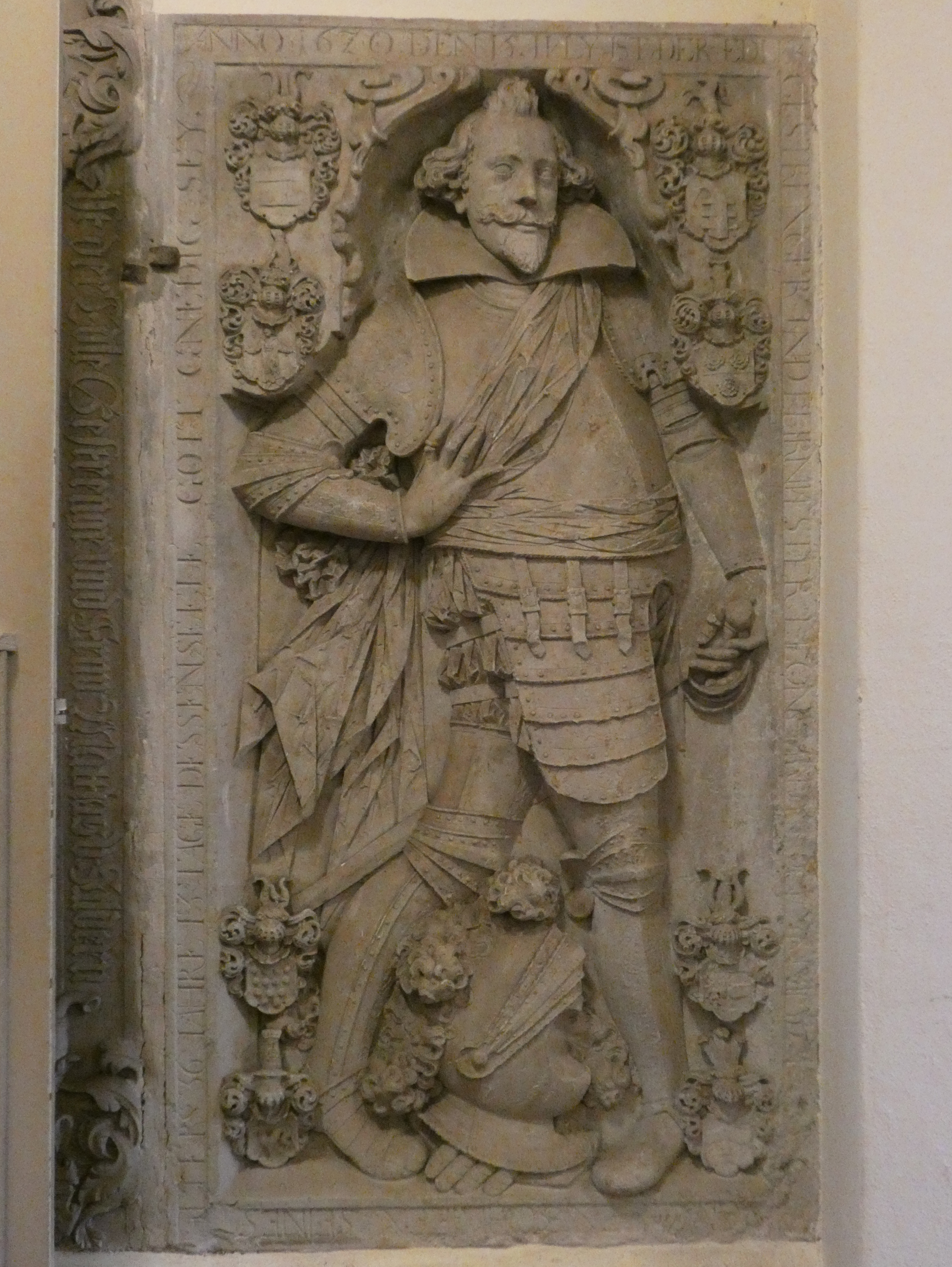
Grabplatte für Leonhard von Arnim (1584–1620)

Die heutige Kirche beeindruckt durch eine üppige Kirchenausstattung. Insbesondere durch wechselnde Stadt- und Patronatsherrschaften erfolgten Veränderungen und Erweiterungen.

### Wandmalereien
An der Westwand befinden sich Fresken von bedeutender Qualität aus der Zeit um 1400, die erst bei Restaurierungsarbeiten zwischen 1983 und 1987 wiederentdeckt wurden. Durch den gotischen Umbau und die Orgel ist die Sicht stark eingeschränkt und nur von der Empore möglich.

### Altar
Der Altar hat einen dreistufigen Säulenaufbau aus Holz mit korinthischen Säulen und Statuen von König David und Mose sowie Malereien vom letzten Abendmahl Christis sowie dessen Kreuzigung, Grablegung und Himmelfahrt.

### Kanzel
Die Kanzel aus dem Jahr 1616 ist eine Stiftung der Familie von Arnim.

### Orgel
Die Orgel wurde von Wilhelm Grüneberg im Jahr 1793 für die Brandenburger St.-Johannes-Kirche errichtet. Nach Requirierung und Auslagerung wurde sie durch König Friedrich Wilhelm III. der Kirche in Plaue zugeeignet. Am 26. September 1814 erfolgte der Transport mittels vier Lastwagen.

### Weitere Ausstattung
Das Spätrenaissance-Epitaph für Leonhard und Elisabeth von Arnim, die in unterster Ebene kniend dargestellt sind, ist wie die Kanzel eine Stiftung der Familie von Arnim aus dem Jahr 1616. Es wird den Bildhauerbrüdern Jonas und Michael Grünberger aus Freiberg in Sachsen zugeschrieben. Grabplatten für Matthias von Saldern aus dem Jahr 1575 und für Leonhard von Arnim aus dem Jahr 1638 aus Sandstein mit Halbreliefs befinden sich im Eingangsbereich.
Eine Lutherbüste von Gottfried Schadow stammt aus dem Jahr 1817. Ein Bronzedenkmal für den im Jahr 1861 bei einem Duell getöteten Friedrich Wilhelm Hans von Königsmarck wurde an der Südwand des Chores neben dem Altar aufgestellt.